# Heupworp
Een heupworp  (koshi-waza in het Japans) is een werptechniek uitgevoerd met de heup, die gebruikt wordt in vechtsporten zoals worstelen, judo en jujitsu. 
"Koshi" betekent "heup". Als het niet aan het begin van een woord staat verandert de uitspraak in -"goshi". "Waza" betekent "techniek".
De basistechniek van de heupworp bestaat erin de tegenstander nadat deze uit balans is, met behulp van de heup te werpen en dus langs of over de heup te werpen.
Voorbeelden van heupworpen:
- uki-goshi, zweven-heup
- kubi-nage, nek-werpen
- tsuri-goshi, ophangen-heup
- koshi-guruma, heup-rad
- harai-goshi, wegvegen-heup
- hane-goshi, vleugel-heup
- ushiro-goshi, achterwaarts-heup
- tsuri-komi-goshi, ophangen-binnenwaarts-heup
- utsuri-goshi, wisselen-heup
- uchi-mata, binnenkant-dij
- o-goshi, groot-heup
- ko-tsuri-goshi, klein-ophangen-heup
- o-guruma, groot-rad
- yama-arashi, berg-storm
- obi-goshi, band-heup